# The Mexican
The Mexican är en amerikansk romantisk action-komedi från 2001, i regi av Gore Verbinski och med Julia Roberts och Brad Pitt i huvudrollerna. Filmen hade Sverigepremiär den 4 maj 2001.

## Handling
Filmen handlar om Jerry, en skurkaktig man samt dennes flickvän, Samantha. Samantha försöker få sin pojkvän att sluta sin kriminella bana, men han har en uppgift kvar. Han ska smuggla en antik pistol kallad "the mexican" över gränsen. Vapnet bär dock på en förbannelse och både Jerry och Samantha dras in i ett äventyr att ge tillbaka vapnet till maffian som vill åt den.

## Rollista
| Brad Pitt        | – Jerry Welbach          |
| Julia Roberts    | – Samantha Barzel        |
| James Gandolfini | – Winston Baldry         |
| J.K. Simmons     | – Ted Slocum             |
| Bob Balaban      | – Bernie Nayman          |
| Sherman Augustus | – Well Dressed Black Man |
| Michael Cerveris | – Frank                  |